# Metaleptobasis amazonica
Metaleptobasis amazonica – gatunek ważki z rodziny łątkowatych (Coenagrionidae). Występuje na terenie Ameryki Południowej.